# Quinoa (Tangerine Dream)
Quinoa is een EP van Tangerine Dream. De uitgave van 1992 was bestemd voor leden van de Tangerine Dream-fanclub, die toen (vanuit de band) werd opgeheven. Het werd geperst in een oplage van 1000 stuks, die grif van de hand gingen. Op deze EP stond alleen de titeltrack. Opnamen vonden plaats in The Cave te Berlijn. Het platenlabel Volt Records heeft nooit bestaan. Quinoa is een zaad dat als graan wordt gegeten.
In juni 1998 volgde een nieuwe uitgave met twee aanvullende tracks in de Dream Dice-box. Dit album was via de normale kanalen te koop/bestellen. De link naar de hoes is van de versie 1998. In 2009 volgde een heruitgave.

## Musici
- Edgar Froese, Jerome Froese – synthesizers, elektronica

## Muziek

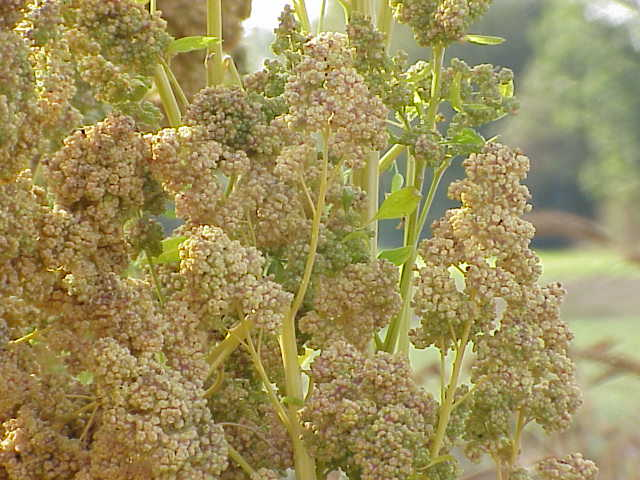
Quinoa

| Nr. | Titel          | Duur  |
| --- | -------------- | ----- |
| 1.  | Voxel ux (Cd)  | 12:01 |
| 2.  | Quinoa (EP/Cd) | 28:27 |
| 3.  | Lhasa (Cd)     | 9:49  |

CD1: Ambient monkeys ·
CD2: Atlantic bridges ·
CD3: Atlantic walls ·
CD4: Dream encores ·
CD5: The dream mixes ·
CD6: Dream mixes volume 2 ·
CD7: The Hollywood years, volume 1 ·
CD8: The Hollywood years, volume 2 ·
CD9: Oasis ·
CD10: Quinoa ·
CD11: Tournado ·
CD12: Transsiberia ·
CD13: Ça va – ça marche – ça ira encore